# Hanco Kolk
Hanco Kolk (né en 1957) est un auteur de bande dessinée néerlandais qui débuté dans les publications alternatives avant de se tourner vers la bande dessinée humoristique tout public, notamment la série Gilles de Geus (en) de 1983 à 2003 avec Peter de Wit.

## Prix
- 1996 : Prix Stripschap, pour l'ensemble de son œuvre